# Ana Caro de Mallén
Ana Caro de Mallén y Soto (* nach 1590 in Andalusien (Sevilla oder Granada); † 6. November 1646 in Sevilla) war eine spanische Dichterin und Dramatikerin des Siglo de Oro.

## Leben
Die Informationen über Ana Caro sind rar. Sie wurde in Andalusien geboren, wobei umstritten ist, ob in Sevilla oder in Granada. Sie lebte und publizierte in Sevilla, wo sie von ihren Zeitgenossen als „Einheimische“ bezeichnet wurde. Nach letzten Erkenntnissen geht man jedoch davon aus, dass sie in Granada geboren wurde, da ihre Adoptiveltern dort lebten. Ana María Caro de Mallén y Torres war die Adoptivtochter von Gabriel Caro de Mallén y Fernández de Vargas, gebürtig aus Lora del Río, und Ana María de Torres y Rodríguez de Aguilar, gebürtig aus Granada. In den Aufzeichnungen findet sich neben Anas Namen der Vermerk: „Ana María, Sklavin von Gabriel Mallén“. Dies scheint für die Annahme zu sprechen, dass ihre eigentlichen Eltern Morisken waren. Es ist nicht bekannt, ob sie die Waise eines maurischen Aufständischen oder die Tochter eines Sklaven dieser Herkunft war. Ihre Taufurkunde vom 6. Oktober 1601 enthält auch die Formulierung „sie war erwachsen“, obwohl das Volljährigkeitsalter damals bei etwa 10 Jahren lag. Es wird angenommen, dass sie von klein auf von ihren Adoptiveltern aufgezogen wurde und dass sie nach der Geburt des Sohnes des Paares, Don Juan Caro de Mallén y de Torres, geboren 1600 in Granada, adoptiert wurde. Ihre Adoptivmutter starb 1606, und ihr Adoptivvater heiratete erneut, Adolfa de Loyola, eine gebürtige Granadierin. Mit der hatte er mindestens einen Sohn, Juan Caro de Mallén y de Loyola, der Mönch wurde.
Es gibt Aufzeichnungen über eine dichterische Tätigkeit aus dem Jahr 1628, als sie mit einer Relación (eine Form der Copla) an den Feierlichkeiten teilnahm, die Sevilla für die Märtyrer von Japan veranstaltete. Sie besuchte die literarische Akademie des Grafen de la Torre und schrieb vor allem lange Gedichte über Ereignisse, Feiern und öffentliche Feste, wie die Romance por la victoria de Tetuán (1633). In Madrid schrieb sie 1637 das Lobgedicht Contexto de las reales fiestas madrileñas del Buen Retiro. Sie war eng mit der berühmten Schriftstellerin María de Zayas befreundet, mit der sie eine Zeit lang in Madrid lebte. Sie befreundete sich mit der Gräfin von Paredes, María Luisa Manrique de Lara y Gonzaga, einer Förderin literarischer Frauen wie Juana Inés de la Cruz, und wurde auch von ihren männlichen Kollegen anerkannt, darunter Juan de Matos Fragoso und Luis Vélez de Guevara, der sie in seinem Werk El diablo cojuelo als „zehnte Muse von Sevilla“ bezeichnete. Sie gewann die Gunst und den Schutz von Gaspar de Guzmán, Conde de Olivares, und des Kapitels von Sevilla. Aus Dokumenten geht hervor, dass sie für einige ihrer Gedichte und Theaterstücke bezahlt wurde, weshalb sie als eine der ersten professionellen Schriftstellerinnen gilt. Rodrigo Caro (1573–1647) schrieb in Varones insignes en letras naturales de la ilustrísima ciudad de Sevilla, dass sie zahlreiche Dichterwettbewerbe oder literarische Wettkämpfe gewann und zu ihrer Zeit sehr gefeiert wurde.
Ana Caro starb am 6. November 1646 während einer Pestepidemie in Sevilla. Ihr Begräbnis war eines der teuersten der damaligen Zeit, wie eine Inschrift in der Iglesia de Santa María Magdalena belegt. Man geht davon aus, dass im Zusammenhang mit der Pestepidemie die meisten ihrer Werke bei einem Brand verloren gingen.

## Werke

### Dichtung
Von ihren poetischen Werken sind vier Relaciones im Druck überliefert (1628, 1633, 1635, 1637, die ersten drei in Sevilla und das letzte in Madrid):
- Relación en que se da cuenta de las grandiosas fiestas que en el Convento de N. P. S. Francisco de la Ciudad de Sevilla se han hecho a los Santos Mártires de Japón- Pedro Gómez, Sevilla 1628.
- Grandísima vitoria que alcanzó de los moros de Tetuán Iorge de Mendoça y Piçaña, general de Ceuta, quitándoles gran suma de ganados cerca de las mismas puertas de Tetuán. Simón Fajardo, Sevilla 1633.
- Relación de la grandiosa fiesta y octava que en la Iglesia parroquial del glorioso arcángel san Miguel de la ciudad de Sevilla hizo don García Sarmiento de Sotomayor, conde de Salvatierra, marqués de Sobroso, Gentilhombre de la Cámara del rey, nuestro señor y del serenísimo Infante, caballero de la orden de Santiago, asistente y maese de campo general de la gente de guerra de Sevilla y su partido por su majestad. Andrés Grande, Sevilla 1635.
- Contexto de las reales fiestas que se hicieron en el Palacio del Buen Retiro. Imprenta del Reino, Madrid 1637.[4]

Relaciones wurden von offiziellen Stellen beauftragt und in Einzelblättern herausgegeben und vervielfältigt. Die Aufträge unterlagen somit einem harten Wettbewerb, was die Vergabe an Ana Caro umso bemerkenswerter macht.
Zusätzlich sind einige Décimas an Doña María de Zayas y Sotomayor aus dem Jahr 1638, sowie zu Ehren von D. Francisco Salado Garcés y Ribera aus dem Jahr 1640 und ein Sonett, das Doña Inés Jacinta Manrique de Lara gewidmet ist, dessen Datum unbekannt ist, erhalten.

### Theater

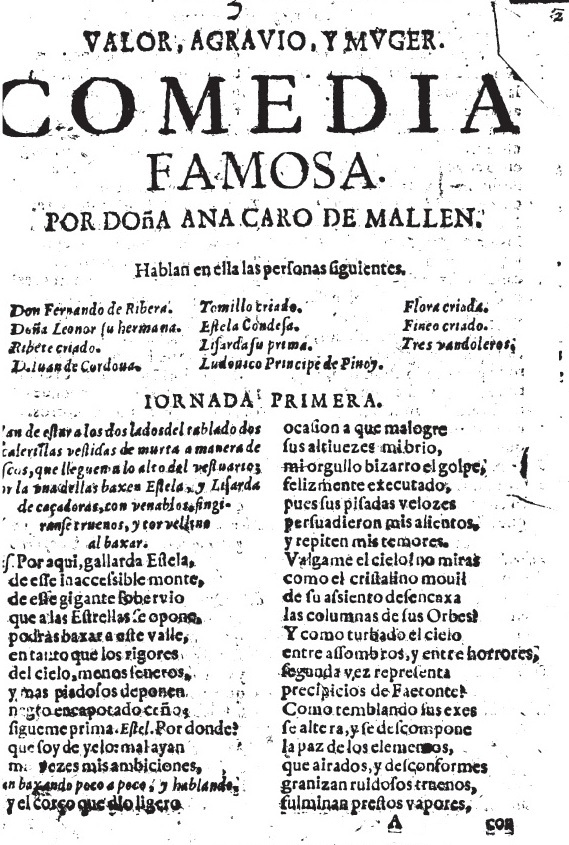
Anfang einer Ausgabe von Valor, agravio y mujer, Spanische Nationalbibliothek

Von ihren Werken für das Theater sind zwei Komödien erhalten: El conde Partinuplés, veröffentlicht 1653, und Valor, agravio y mujer. Sie schrieb auch ein Loa sacramental, in dem sie mit den verschiedenen Dialekten spielt, die man in der Stadt hören konnte. Es scheint, dass sie den Auftrag erhielt, jeweils ein Auto sacramental für die Fronleichnamsfeierlichkeiten in Sevilla zwischen 1641 und 1645 zu schreiben, aber nur die Titel sind erhalten geblieben: La cuesta de la Castilleja, La puerta de la Macarena und Coloquio entre dos.
Ana Caros Figuren sind, wie bei María de Zayas, kämpferische und rationale Frauen, im Gegensatz zu den Protagonistinnen der anderen Dramatikerinnen des Goldenen Zeitalters, Ángela de Acevedo und Leonor de la Cueva y Silva, bei denen sie als Opfer männlicher Leidenschaften dargestellt werden. Von den vier Dramatikerinnen wird sie auch diejenige sein, die die meisten szenischen Details bietet. Während dies in El conde Partinuplès dem Genre der Komödie entspricht, gibt sie in Valor, agravio y mujer eindeutig vor, wie das Bühnenbild aufgebaut sein soll.
- El conde Partinuplés ist eine ritterliche Komödie, die auf Artus- und Karolingersagen basiert und mit mythologischen Geschichten verwoben ist. Eine wichtige Rolle in der Inszenierung, die wichtiger war als die Handlung, muss die Bühnenmaschinerie für die Zaubereien, Lanzen und Turniere, Kriege usw. gespielt haben.[7]

Die Komödie beginnt damit, dass die Höflinge verlangen, dass Rosaura, die Kaiserin von Konstantinopel, Tochter von Aurelian und Rosimunda, die bereits verstorben sind, endlich heiratet. Sie erklären, dass das Imperium einen Nachfolger braucht. Rosaura erwidert, dass sie aufgrund einer schlechten Prophezeiung nicht heiratet. Wenn sie heiraten würde, könnte ihr Mann sie betrügen und sie und die Krone wären in großer Gefahr. Von ihren Vasallen überredet, willigt Rosaura ein, innerhalb eines Jahres zu heiraten. Mit Hilfe der Magierin Aldora sucht sie mit einem Zauberspiegel nach dem besten Kandidaten. Diese Entscheidung ist dem Urteil des Paris nachempfunden. Unter den verschiedenen Kandidaten wählt Rosaura den Grafen Partinuplés, obwohl er bereits eine Frau, Lisbella, hat. ---- Mit Hilfe von Aldoras Künsten bringt die Kaiserin sie den Grafen in ihren Palast und versucht ihn zu gewinnen. In Anlehnung an die (damals) bekannte Geschichte des unsichtbaren Liebhabers und in Umkehrung des Mythos von Amor und Psyche erlaubt sie dem Grafen nicht, ihr Gesicht zu sehen. Am Ende wird auch die schlechte Prophezeiung gelöst und Kaiserin Rosaura heiratet den Grafen Partinuplés. Ana Caro verarbeitet verschiedene Vorbilder, darunter sogar Elemente aus Calderónss 'La vida es sueño.
- Von Valor, agravio y mujer befinden sich in der Spanischen Nationalbibliothek zwei Handschriften aus dem 18. Jahrhundert. Dieses Stück ist interessant, weil Caro darin die Gesellschaft, in der sie lebt, ironisiert und einige typisch männliche Werte ins Lächerliche zieht. Es handelt sich um eine Verwicklungskomödie im Palast, die sich in Umkehrung des Don-Juan-Mythos und mit Anspielungen auf Tirso de Molinas El burlador de Sevilla entwickelt. Es basiert auf dem Klischee der als Mann verkleideten Frau und bedient die Konvention mit Geschick. Darin wird Leonor von Don Juan umworben und verführt, dem sie sich hingibt. Aber er vergisst sein Versprechen und geht nach Flandern, wo er sich in die Herzogin Estela verliebt, in die auch Leonors Bruder verliebt ist. Um sich an Don Juan zu rächen, verkleidet sich Leonor als Mann und wird zu Leonardo. Die Herzogin verliebt sich schließlich in sie, ohne zu wissen, dass sie eine Frau ist. Die Komödie spielt mit Missverständnissen und Verstrickungen.

Die als Mann verkleidete Frau ist ein wiederkehrendes Thema im Theater des Siglo de Oro, das von Lope de Vega über hundert Mal und von Tirso de Molina mehr als zwanzig Mal verwendet wurde. In dieser Komödie dient die männliche Verkleidung Leonors als Werkzeug, um die Handlungen in Gang zu setzen, die zur Wiederherstellung ihrer Ehre führen. Die Ehrfrage führt zu absurden Situationen, in denen es scheint, dass die einzige Lösung darin besteht, dass alle sterben. Das Thema der weiblichen Solidarität ist ebenfalls präsent: Estela macht Don Juan Vorwürfe wegen seines Verhaltens gegenüber Leonor, verzeiht Leonor aber gleichzeitig ihren Betrug. Darüber hinaus ist der Wunsch der Autorin offensichtlich, ihre Meinung zu Themen, die Frauen besonders betreffen, wie Keuschheit, Ehre, Ehe und Frauenfreundschaft, einzubringen. Moderne Interpreten haben versucht, das Werk feministisch oder protofeministisch zu lesen.